# Lijst van voetbalinterlands Faeröer - IJsland
Deze lijst van voetbalinterlands is een overzicht van alle officiële voetbalwedstrijden tussen de nationale teams van Faeröer en IJsland. De landen speelden tot op heden veertien keer tegen elkaar. De eerste ontmoeting, een vriendschappelijke wedstrijd, werd gespeeld in Akranes op 24 augustus 1988. Het laatste duel, eveneens een vriendschappelijke wedstrijd, vond plaats op 4 juni 2021 in Tórshavn.

## Wedstrijden
| №  | Plaats        | Datum            | Competitie           | Wedstrijd         | Uitslag |
| -- | ------------- | ---------------- | -------------------- | ----------------- | ------- |
| 1  | Akranes       | 24 augustus 1988 | Vriendschappelijk    | IJsland – Faeröer | 1 – 0   |
| 2  | Tórshavn      | 8 augustus 1990  | Vriendschappelijk    | Faeröer – IJsland | 2 – 3   |
| 3  | Neskaupstaður | 2 juli 1995      | Vriendschappelijk    | IJsland – Faeröer | 2 – 0   |
| 4  | Höfn          | 27 juli 1997     | Vriendschappelijk    | IJsland – Faeröer | 1 – 0   |
| 5  | Tórshavn      | 18 augustus 1999 | Vriendschappelijk    | Faeröer – IJsland | 0 – 1   |
| 6  | La Manga      | 4 februari 2000  | Vriendschappelijk    | Faeröer – IJsland | 2 – 3   |
| 7  | Reykjavik     | 7 juni 2003      | EK 2004 kwalificatie | IJsland – Faeröer | 2 – 1   |
| 8  | Toftir        | 20 augustus 2003 | EK 2004 kwalificatie | Faeröer – IJsland | 1 – 2   |
| 9  | Kópavogur     | 16 maart 2008    | Vriendschappelijk    | IJsland – Faeröer | 3 – 0   |
| 10 | Kópavogur     | 22 maart 2009    | Vriendschappelijk    | IJsland – Faeröer | 1 – 2   |
| 11 | Kópavogur     | 21 maart 2010    | Vriendschappelijk    | IJsland – Faeröer | 2 – 0   |
| 12 | Reykjavik     | 15 augustus 2012 | Vriendschappelijk    | IJsland – Faeröer | 2 – 0   |
| 13 | Reykjavik     | 14 augustus 2013 | Vriendschappelijk    | IJsland − Faeröer | 1 − 0   |
| 14 | Tórshavn      | 4 juni 2021      | Vriendschappelijk    | Faeröer − IJsland | 0 − 1   |

## Samenvatting
| Competitie        | Totaal gespeeld | Winst Faeröer | Gelijk | Winst IJsland | Doelsaldo Faeröer – IJsland |
| ----------------- | --------------- | ------------- | ------ | ------------- | --------------------------- |
| EK-kwalificatie   | 2               | 0             | 0      | 2             | 2 − 4                       |
| Vriendschappelijk | 12              | 1             | 0      | 11            | 6 − 21                      |
| Totaal            | 14              | 1             | 0      | 13            | 8 − 25                      |

Wedstrijden bepaald door strafschoppen worden, in lijn met de FIFA, als een gelijkspel gerekend.

## Details

### Eerste ontmoeting
| Vriendschappelijk (Akranes, IJsland, 24 augustus 1988): |       |         |
| IJsland | 1 – 0 | Faeröer |
| Ómar Torfason 32' | goals |         |
| - Debuut van Guðmundur Hreiðarsson (Víkingur) voor IJsland. - Debuut van Jens Martin Knudsen (NSÍ Runavík), Mikkjal Danielsen (MB Miðvágur), Poul Enok Hansen (GÍ Gøta), Kristian Petersen (ÍF Fuglafjørður), Beinur Poulsen (KÍ Klaksvík), Julian Hansen (HB Tórshavn), Abraham Hansen (B36 Tórshavn), Torkil Nielsen (SÍF Sandavágur), Jens Erik Rasmussen (MB Miðvágur), Kurt Mørkøre (LÍF Leirvik), Kári Reynheim (B36 Tórshavn), Hans í Bartalsstovu (GÍ Gøta) en Jan Allan Müller (VB Vágur) voor de Faeröer. - Eerste officiële interland van Faeröer, nadat de landen elkaar eerder al diverse malen officieus ontmoetten. |       |         |

### Tweede ontmoeting
| Vriendschappelijk (Tórshavn, Faeröer, 8 augustus 1990): |       |                                                                     |
| Faeröer | 2 – 3 | IJsland                                                             |
| Kurt Mørkøre 10' Jan Dam 63' (pen.) | goals | 45' Anthony Gregory 48' Anthony Gregory 85' (pen.) Arnór Guðjohnsen |
| - Debuut van Mohr Olsen (B71 Sandur), Jan Dam (HB Tórshavn) en Pól Joensen (TB Tvøroyri) voor de Faeröer. - Debuut van Einar Tómasson (Valur), Anthony Gregory (Valur), Atli Einarsson (Víkingur) en Tómas Tómasson (ÍBV) voor IJsland. |       |                                                                     |

### Derde ontmoeting
| Vriendschappelijk (Norðfjarðarvöllur, IJsland, 2 juli 1995): |       |         |
| IJsland | 2 – 0 | Faeröer |
| Ólafur Þórðarson 8' Gunnar Oddsson 47' | goals |         |
| - Debuut van Lárus Sigurðsson (Stoke City FC) en Rútur Snorrason (ÍBV) voor IJsland. - Debuut van Jákup Mikkelsen (KÍ Klaksvík) en Heri Olsen (FS Vágar Sandavágur) voor de Faeröer. |       |         |

### Elfde ontmoeting
| Vriendschappelijk (Kópavogur, IJsland, 21 maart 2010): |       |         |
| IJsland                                                | 2 – 0 | Faeröer |
| Matthías Vilhjálmsson 10' Kolbeinn Sigþórsson 37'      | goals |         |

### Twaalfde ontmoeting
| Vriendschappelijk (Reykjavík, IJsland, 15 augustus 2012): |       |         |
| IJsland                                                   | 2 – 0 | Faeröer |
| Kolbeinn Sigþórsson 30' Kolbeinn Sigþórsson 90'           | goals |         |

### Dertiende ontmoeting
| Vriendschappelijk (Reykjavík, IJsland, 14 augustus 2013): |       |         |
| IJsland                                                   | 1 – 0 | Faeröer |
| Kolbeinn Sigþórsson 65'                                   | goals |         |
| - Debuut van Jóhann Laxdal (UMF Stjarnan) voor IJsland.   |       |         |

FSF · A-internationals · Statistieken · Bondscoaches · Faeröers vrouwenelftal · Faeröer U21 · Faeröer U20 · Faeröer U19 · Faeröer U18 · Faeröer U17 · Faeröer U16
1980 – 1989 ·
1990 – 1999 ·
2000 – 2009 ·
2010 – 2019 ·
2020 – 2029
1988 · 
1989 · 
1990 ·
1991 · 
1992 · 
1993 · 
1994 · 
1995 · 
1996 · 
1997 · 
1998 · 
1999 · 
2000 · 
2001 · 
2002 · 
2003 · 
2004 · 
2005 · 
2006 · 
2007 · 
2008 · 
2009 · 
2010 · 
2011 · 
2012 · 
2013 · 
2014 · 
2015 · 
2016 ·
2017 ·
2018 ·
2019 ·
2020 ·
2021 ·
2022 ·
2023 ·
2024
Albanië ·
Andorra ·
Armenië ·
Azerbeidzjan ·
België ·
Bosnië en Herzegovina ·
Canada ·
Cyprus ·
Denemarken ·
Duitsland ·
Estland ·
Finland ·
Frankrijk ·
Georgië ·
Gibraltar ·
Griekenland ·
Hongarije ·
Ierland ·
IJsland ·
Israël ·
Italië ·
Joegoslavië ·
Kazachstan ·
Kosovo ·
Letland · 
Liechtenstein ·
Litouwen ·
Luxemburg ·
Malta ·
Moldavië ·
Nederland ·
Noord-Ierland ·
Noord-Macedonië ·
Noorwegen ·
Oekraïne ·
Oostenrijk ·
Polen ·
Portugal ·
Roemenië ·
Rusland ·
San Marino ·
Schotland ·
Servië ·
Servië en Montenegro · 
Slovenië ·
Slowakije ·
Spanje ·
Thailand ·
Tsjechië ·
Tsjecho-Slowakije ·
Turkije ·
Wales ·
Zweden ·
Zwitserland
KSÍ · A-internationals · Bondscoaches · Statistieken · IJslands vrouwenelftal · Olympisch elftal · IJsland U21 · IJsland U20 · IJsland U19 · IJsland U18 · IJsland U17 · IJsland U16 · Vrouwen U17
1946 – 1949 · 1950 – 1959 · 1960 – 1969 · 1970 – 1979 · 1980 – 1989 · 1990 – 1999 · 2000 – 2009 · 2010 – 2019 · 2020 − 2029
EK 2016
WK 2018
1946 · 1947 · 1948 · 1949 · 1950 · 1951 · 1952 · 1953 · 1954 · 1955 · 1956 · 1957 · 1958 · 1959 · 1960 · 1961 · 1962 · 1963 · 1964 · 1965 · 1966 · 1967 · 1968 · 1969 · 1970 · 1971 · 1972 · 1973 · 1974 · 1975 · 1976 · 1977 · 1978 · 1979 · 1980 · 1981 · 1982 · 1983 · 1984 · 1985 · 1986 · 1987 · 1988 · 1989 · 1990 · 1991 · 1992 · 1993 · 1994 · 1995 · 1996 · 1997 · 1998 · 1999 · 2000 · 2001 · 2002 · 2003 · 2004 · 2005 · 2006 · 2007 · 2008 · 2009 · 2010 · 2011 · 2012 · 2013 · 2014 · 2015 · 2016 · 2017 · 2018 · 2019 · 2020 · 2021 · 2022 · 2023 · 2024
Albanië ·
Andorra ·
Argentinië ·
Armenië ·
Azerbeidzjan ·
Bahrein ·
België ·
Bermuda ·
Bolivia ·
Bosnië en Herzegovina ·
Brazilië ·
Bulgarije ·
Canada ·
Chili ·
China ·
Cyprus ·
Denemarken ·
DDR ·
Duitsland ·
El Salvador ·
Engeland ·
Estland ·
Faeröer ·
Finland ·
Frankrijk ·
Georgië ·
Ghana ·
Griekenland ·
Guatemala ·
Honduras ·
Hongarije ·
Ierland ·
India ·
Iran ·
Israël ·
Italië ·
Japan ·
Kazachstan ·
Koeweit ·
Kosovo ·
Kroatië ·
Letland ·
Liechtenstein ·
Litouwen ·
Luxemburg ·
Malta ·
Mexico ·
Moldavië ·
Montenegro ·
Nederland ·
Nigeria ·
Noord-Ierland ·
Noord-Macedonië ·
Noorwegen ·
Oeganda ·
Oekraïne ·
Oostenrijk ·
Peru · 
Polen ·
Portugal ·
Qatar ·
Roemenië ·
Rusland ·
San Marino ·
Saoedi-Arabië ·
Schotland ·
Slovenië ·
Slowakije ·
Sovjet-Unie ·
Spanje ·
Trinidad en Tobago ·
Tsjechië ·
Tsjecho-Slowakije ·
Tunesië ·
Turkije ·
Venezuela ·
Verenigde Arabische Emiraten ·
Verenigde Staten ·
Wales ·
Wit-Rusland ·
Zuid-Afrika ·
Zuid-Korea ·
Zweden ·
Zwitserland
Argentinië (2018) ·
Engeland (2016) · 
Hongarije (2016) ·
Kroatië (2018) ·
Nigeria (2018) · 
Portugal (2016)